# Instituto de Tecnología Química
El Instituto de Tecnología Química (ITQ) es un centro de investigación mixto creado en 1990 por la Universitat Politècnica de València (UPV) y el Consejo Superior de Investigaciones Científicas (CSIC) con sede en el Campus de la UPV en Valencia, España. Fue fundado entre otros, por el profesor Avelino Corma y actualmente es dirigido por el profesor José Manuel Serra Alfaro.
El ITQ es un centro de referencia en el área de catálisis, nuevos materiales (especialmente zeolita) y fotoquímica. Desde el año 2013 forma parte de los centros Severo Ochoa, que han sido seleccionados por sus resultados científicos y sus programas estratégicos tras una rigurosa evaluación en la que han participado más de 100 científicos internacionales de reconocido prestigio. 
Las líneas de trabajo las desarrolla a través de proyectos de Plan Nacional, europeos, regionales y financiados con fondos propios. El ITQ obtiene parte de su financiación a través de contratos de I + D con empresas multinacionales de todo el mundo, también financia parte de su investigación gracias a los ingresos provenientes de la explotación de patentes desarrolladas en el Instituto y licenciadas a empresas que las comercializan.
En los últimos quince años, el Instituto de Tecnología Química ha generado más de 150 solicitudes de patentes, de las que 80 han sido desarrolladas directamente a través de contratos de I+D con empresas. Las otras están registradas conjuntamente por la Universitat Politècnica de València y el Consejo Superior de Investigaciones Científicas, estando 25 de ellas licenciadas a empresas. Asimismo, cinco de las tecnologías de grandes procesos desarrolladas por el ITQ están siendo explotadas comercialmente y dos más se encuentran ya en planta de demostración. Además, se han comercializado varias tecnologías catalíticas desarrolladas por el ITQ en el campo de la química fina.

## Historia
En 1990 un grupo de nueve investigadores del CSIC y de la UPV (Juan Carlos Asensi Sempere (Fallecido), Avelino Corma, Vicente Fornés Seguí (Jubilado), Hermenegildo García Gómez, Sara Iborra Chornet, Amparo Mifsud Corts (fallecida), Miguel Ángel Miranda Alonso, Joaquín Pérez Pariente y Jaime Primo Millo), liderados por el Profesor Jaime Primo y el Profesor Avelino Corma, respectivamente, iniciaron la andadura del Instituto con un apoyo presupuestario mínimo y en unos locales habilitados en un aparcamiento de coches de la Universitat Politècnica de València. En 1994 el equipo se trasladó a lo que hoy es el edificio en donde opera el Instituto.